# Holly Wellin
Holly Wellin, née le 4 juillet 1986 à Wigan dans le Grand Manchester, est une actrice pornographique et modèle britannique.

## Biographie
Après sa scolarité à 16 ans, Holly Wellin part étudier dans une école de coiffure et sera diplômée à 18 ans.
Elle fait du topless et des photos pour des magazines pour homme avant de se lancer dans le X en 2004.

## Récompenses et nominations
Nominations
- 2004  : XRCO Award nommée, Teen Cream Dream
- 2007 : AVN Award nommée, Best Anal Sex Scene, Video
- 2008 : F.A.M.E. Award finaliste, Most Underrated Star
- 2009 : AVN Award nommée, Unsung Starlet of the Year
- 2009 : AVN Award nommée, Most Outrageous Sex Scene - Oh No! There's A Negro In My Daughter!
- 2009 : AVN Award nommée, Best Anal Sex Scene - Anal Full Nelson 5
- 2009 : AVN Award nommée, Best All-Girl Group Sex Scene - The Violation of Flower Tucci
- 2010 : AVN Award nommée, Best All-Girl Group Sex Scene - The Violation of Harmony
- 2010 : AVN Award nommée, Unsung Starlet of the Year

## Filmographie sélective
- 2004 : Girl's Affair 68
- 2004 : 1 in the Pink 1 in the Stink 5
- 2005 : Erocktavision 3: Sapphic Desire
- 2005 : Anal Xcess 1
- 2006 : Pussy Party 18 - Captive
- 2006 : Anal Fuck Dolls
- 2007 : Asseaters Unanimous 15
- 2007 : Pussy Foot'n 22
- 2008 : The Violation of Harmony
- 2008 : The Violation of Flower Tucci
- 2009 : Lucky Lesbians 5
- 2009 : No Man's Land 45
- 2010 : For Her Tongue Only
- 2010 : Assterpiece Theatre 2
- 2011 : Bondage Girl-A-Go-Go
- 2011 : Eat Some Ass 2
- 2012 : Girls Licking Girls
- 2012 : I'm Fucking My BF's Black Stepdaddy
- 2013 : Mommy's Girls 2
- 2013 : My Wife Loves Black Cock
- 2014 : Interracial Relations
- 2014 : Self Service Baby
- 2015 : Nick Orleans Fetish Delights
- 2016 : Balls Deep in That Ass
- 2016 : Evil Angels: Sasha Grey
- 2017 : My Ass Takes It Black
- 2018 : Lesbian Butt Munchers 5

### Autres Anglaises
- Isabel Ice
- Kelly Stafford
- Sophie Dee
- Roxanne Hall